# Vestmanna
Vestmannaer en bygd på det nordvestlige Streymoy på Færøerne.
Der er en bank og en sparekasse, et gæstehus, et forsamlingshus, en idrætshal, en kommunelæge og et lægehus, et plejehjem, en daginstitution for ældre, en ungdomsklub, et kor, en bridgeklub og en bordtennisklub.
Vestmannas erhvervsliv består bl.a. af en filetfabrik, en moderne fiskeflåde, lakseopdræt, typehusfabrik, plastikfabrik, maskinfabrik, reparationsværft og turisme.
Siden 1953 har Vestmannas vandkraftværker produceret elektricitet. Over byen ligger der fire dæmninger, og herfra ledes vandet gennem store rør ned til de tre kraftværker. I det ene tilfælde bruges vandet to gange, idet det efter at være løbet igennem det ene kraftværk midtvejs på fjeldet, ledes ud i en inddæmmet sø og videre til et kraftværk nede i bygden.
Vestmanna har en sportsklub, som hedder VÍF (Vestmanna Ítróttarfelag). De er aktive indenfor håndbold, kaproning og badminton.

## Undervisning
1955 blev der opført en ny skole med gymnastikhal og svømmebassin og i 1955 oprettedes  præliminærskole her. Vestmanna skúli blev udvidet 1965‑66 og igen i 1986. Skolen har cirka 200 elever. Ud over folkeskolen er der en ungdomsskole i bygden. 
Gymnasieuddannelsen i Vestmanna, tidligere kendt som Fiskeriskolen, startede i 1989. Gymnasieuddannelsen i Vestmanna er et gymnasium, dvs. at de elever, der går på den, får en gymnasial uddannelse. Skolen har omkring 70 elever. Derudover tilbyder skolen kurser som rejseleder. Miðnám i Vestmanna flyttede i marts 2009 ind i en ny skole på molen inde i fjorden.

## Kirken
Der har været kirke siden 1669. Der er senere blev opført nye kirker i 1702, 1743 og 1832. Kirken fra 1832 lå lidt længere nede mod fjorden. Der har været både kirke og bønhus i bygden i århundreder. Den nuværende Vestmanna kirkja blev opført 1895 i huggede sten og med skifertag. Kirken fik fjernet sit gamle tøndehvælv og står nu med åben tagstol, hvorfra der hænger adskillige lamper som symboliserer stjernerne fra det oprindelige hvælv. 

## Historie
Vestmanna er færste gang omtalt i Hundebrevet og bygdens navn blev i sin ældste kendte udgave skrevet í Vestmannahøfn, hvilket er fundet to gange mellem 1350 og 1400.
En "vestmand" var i oldnordisk tid i almindelighed en mand fra Irland; mange mener også, at de første indbyggere i Vestmannahavn må have været keltisktalende. I stedet kan det også have været norrønttalende efterkommere i anden eller tredje led efter nordboere, som havde emigreret til Irland, Skotland eller nogle af øerne ud for Skotland.
Vestmanna fik økonomisk betydning i 1839, da den kongelige danske monopolhandel åbnede en filial for Streymoy og Vágar. Fra midten af det 19. århundrede var landbrug og fårehold de vigtigste erhverv. Da monopolhandelen blev afskaffet i 1856, kom der gang i udviklingen, man startede handelsvirksomhed og købte fiskebåde, slupper, i England for at drive færøsk fiskeri i havet omkring Færøerne.
Bygdens første skolebygning blev opført i 1879. 
1897 byggedes et skibsværft, som nu er en afdeling af værftet i Tórshavn. Der bygges ingen skibe, men kun mindre reparationer.
I midten af 1800-tallet begyndte man at trække et net tværs over fjorden ved Grindefangst, for at forhindre hvalerne i at undslippe, efter at de var jaget ind i fjorden. Men i dag er dette dog ikke aktuelt, da man har forbedret stranden, hvor hvalerne kan jages op og aflives i løbet af sekunder.
Den første telefonlinje på Færøerne blev etableret mellem Tórshavn og Vestmanna.
Før undervandstunnelen mellem øerne Streymoy og Vágar, Vágartunnelen, blev indviet i december 2002 var der fra Vestmanna færgeforbindelse til Oyragjógv på Vágar.
.

## Turisme
Fra Vestmanna arrangerer to firmaer sejlture ud til Vestmannabjørgini, der er et klippelandskab med stejle fuglefjelde, dybe grotter og fritstående klipper lidt nord for byen. Der er to selskaber, der tilbyder bådsture til fuglefjeldene.
Vestmanna Turistcenter huser et turistbureau, en restaurant og et historisk museum med voksdukker. Igennem 17 livagtige figurer og en scenografi, lavet af færøske kunstnere, skildres Færøernes historie, fra de første mennesker kom til øerne og til vores tid.
Der er muligheder for at fiske og der er en campingplads.

## Galleri
- Grindefangst i Vestmanna 17-06-1854
- Vestmanna i juli 2012
- Vestmanna
- Med en turbåd til Vestmannabjørgini